# Hunter Scott
Hunter Alan Scott (1985. június 9. –) amerikai haditengerészeti repülőtiszt, aki azzal tett szert hírnévre, hogy hatodik osztályos korában egy olyan történelmi kutatást végzett el, amelynek nyomán az amerikai Kongresszus rehabilitálta a második világháború végén egy japán tengeralattjáró által elsüllyesztett USS Indianapolis nehézcirkáló kapitányát.

## A kutatás
Scott 12 éves korában, amikor a floridai Pensacolában élt, a Nemzeti Történelem Nap verseny keretében indította el a híressé vált kutatást. Az érdeklődését a témában A cápa című film keltette fel. A USS Indianapolis elsüllyedésének túlélői közül ugyanis sokat a cápák ölték meg. Scott 800 dokumentumot nézett át és a szerencsétlenség 150 túlélőjét kérdezte ki. A következtetése az lett, hogy a hajó kapitánya, Charles Butler McVay III, akit később a flotta és a közvélemény felelőssé tett a tragédiáért, és később öngyilkos is lett, ártatlan volt.
Joe Scarborough képviselő közreműködésével Scott és a túlélők megjelenhettek a Kongresszusban, hogy McVay ártatlansága mellett érveljenek. A Kongresszus határozatban rehabilitálta a kapitányt, amelyet Bill Clinton elnök 2000 októberében írt alá.

## Pályája
Scott haditengerészeti ROTC ösztöndíjjal közgazdaságtant és fizikát tanult a Chapel Hilli Észak-Karolinai Egyetemen, ahol 2007 májusában végzett, majd haditengerészeti repülő hadnagyként a USS Bonhomme Richard nevű hajón szolgált.

## A kultúrában
Scott és az Indianapolis történetét Left for Dead: A Young Man's Search for Justice for the USS Indianapolis (Halálra hagyva: Egy fiatalember igazságot keres a USS Indianapolisnak) című könyvében Pete Nelson mesélte el, amelyhez Scott írta az előszót.
Az Indianopolis történetéről film készült A bátrak háborúja címmel, Nicolas Cage-dzsel a főszerepben, amelyet 2016-ban mutattak be, mérsékelt sikerrel.